# Эйдзё
Эйдзё или Эйсё (яп. 永承 эйдзё:, эйсё:) — девиз правления (нэнго) японского императора Го-Рэйдзэя, использовавшийся с 1046 по 1053 год .

## Продолжительность
Начало и конец эры:
- 14-й день 4-й луны 3-го года Кантоку (по юлианскому календарю — 22 мая 1046);
- 11-й день 1-й луны 8-го года Эйдзё (по юлианскому календарю — 2 февраля 1053).

## Происхождение
Название нэнго было заимствовано:
- из Шу цзин:「永承天祚」[4];
- из 21-го цзюаня «Истории династии Цзинь» (кит. трад. 晉書, упр. 晋书, пиньинь Jìn shū, палл. Цзинь Шу):「宜奉宗廟、永承天祚」[4].

## События
- 1046 год (1-й год Эйдзё) — Минамото-но Ёринобу назвал императора Одзина своим предком[6];
- 1048 год (3-й год Эйдзё) — Минамото-но Ёринобу скончался в возрасте 81 года[7];
- 1051 год (6-й год Эйдзё) — начало войны Дзэнкунэн — бунта самураев в провинции Муцу[8];

В эту эру была завершена одиннадцатая реконструкция святилища Касуга тайся в Наре.

## Сравнительная таблица
Ниже представлена таблица соответствия японского традиционного и европейского летосчисления. В скобках к номеру года японской эры указано название соответствующего года из 60-летнего цикла китайской системы гань-чжи. Японские месяцы традиционно названы лунами.
| 1-й год Эйдзё (Огненная Собака)      | 1-я луна        | 2-я луна*              | 3-я луна  | 4-я луна* | 5-я луна  | 6-я луна* | 7-я луна* | 8-я луна               | 9-я луна*   | 10-я луна  | 11-я луна*              | 12-я луна     |                |
| ------------------------------------ | --------------- | ---------------------- | --------- | --------- | --------- | --------- | --------- | ---------------------- | ----------- | ---------- | ----------------------- | ------------- | -------------- |
| Юлианский календарь                  | 9 февраля 1046  | 11 марта               | 9 апреля  | 9 мая     | 7 июня    | 7 июля    | 5 августа | 3 сентября             | 3 октября   | 1 ноября   | 1 декабря               | 30 декабря    |                |
| 2-й год Эйдзё (Огненная Свинья)      | 1-я луна        | 2-я луна*              | 3-я луна  | 4-я луна  | 5-я луна* | 6-я луна  | 7-я луна* | 8-я луна*              | 9-я луна    | 10-я луна* | 11-я луна               | 12-я луна*    |                |
| Юлианский календарь                  | 29 января 1047  | 28 февраля             | 29 марта  | 28 апреля | 28 мая    | 26 июня   | 26 июля   | 24 августа             | 22 сентября | 22 октября | 20 ноября               | 20 декабря    |                |
| 3-й год Эйдзё (Земляная Крыса)       | 1-я луна        | 1-я луна* (високосная) | 2-я луна  | 3-я луна  | 4-я луна* | 5-я луна  | 6-я луна* | 7-я луна               | 8-я луна*   | 9-я луна   | 10-я луна*              | 11-я луна     | 12-я луна*     |
| Юлианский календарь                  | 18 января 1048  | 17 февраля             | 17 марта  | 16 апреля | 16 мая    | 14 июня   | 14 июля   | 12 августа             | 11 сентября | 10 октября | 9 ноября                | 8 декабря     | 7 января 1049  |
| 4-й год Эйдзё (Земляной Бык)         | 1-я луна        | 2-я луна*              | 3-я луна  | 4-я луна* | 5-я луна  | 6-я луна  | 7-я луна* | 8-я луна               | 9-я луна*   | 10-я луна  | 11-я луна*              | 12-я луна     |                |
| Юлианский календарь                  | 5 февраля 1049  | 7 марта                | 5 апреля  | 5 мая     | 3 июня    | 3 июля    | 2 августа | 31 августа             | 30 сентября | 29 октября | 28 ноября               | 27 декабря    |                |
| 5-й год Эйдзё (Металлический Тигр)   | 1-я луна*       | 2-я луна               | 3-я луна* | 4-я луна  | 5-я луна* | 6-я луна  | 7-я луна* | 8-я луна               | 9-я луна    | 10-я луна* | 10-я луна* (високосная) | 11-я луна     | 12-я луна      |
| Юлианский календарь                  | 26 января 1050  | 24 февраля             | 26 марта  | 24 апреля | 24 мая    | 22 июня   | 22 июля   | 20 августа             | 19 сентября | 19 октября | 17 ноября               | 16 декабря    | 15 января 1051 |
| 6-й год Эйдзё (Металлический Кролик) | 1-я луна*       | 2-я луна               | 3-я луна* | 4-я луна* | 5-я луна  | 6-я луна* | 7-я луна  | 8-я луна               | 9-я луна    | 10-я луна* | 11-я луна               | 12-я луна     |                |
| Юлианский календарь                  | 14 февраля 1051 | 15 марта               | 14 апреля | 13 мая    | 11 июня   | 11 июля   | 9 августа | 8 сентября             | 8 октября   | 7 ноября   | 6 декабря               | 5 января 1052 |                |
| 7-й год Эйдзё (Водяной Дракон)       | 1-я луна*       | 2-я луна*              | 3-я луна  | 4-я луна* | 5-я луна* | 6-я луна  | 7-я луна* | 8-я луна               | 9-я луна    | 10-я луна* | 11-я луна               | 12-я луна     |                |
| Юлианский календарь                  | 4 февраля 1052  | 4 марта                | 2 апреля  | 2 мая     | 31 мая    | 29 июня   | 29 июля   | 27 августа             | 26 сентября | 26 октября | 24 ноября               | 24 декабря    |                |
| 8-й год Эйдзё (Водяная Змея)         | 1-я луна*       | 2-я луна               | 3-я луна* | 4-я луна  | 5-я луна* | 6-я луна* | 7-я луна  | 7-я луна* (високосная) | 8-я луна    | 9-я луна*  | 10-я луна               | 11-я луна     | 12-я луна      |
| Юлианский календарь                  | 23 января 1053  | 21 февраля             | 23 марта  | 21 апреля | 21 мая    | 19 июня   | 18 июля   | 17 августа             | 15 сентября | 15 октября | 13 ноября               | 13 декабря    | 12 января 1054 |

* звёздочкой отмечены короткие месяцы (луны) продолжительностью 29 дней. Остальные месяцы длятся 30 дней.